# Hermonassa hoenei
Hermonassa hoenei är en fjärilsart som beskrevs av Charles Boursin 1967. Hermonassa hoenei ingår i släktet Hermonassa och familjen nattflyn. Inga underarter finns listade i Catalogue of Life.